# Journal canadien de mathématiques
La revue scientifique Journal canadien de mathématiques (en anglais « Canadian Journal of Mathematics »; version imprimée :  (ISSN 0008-414X), version en ligne :  (ISSN 1496-4279)) est un journal mathématique bimestriel (six numéros par an) publié par la Société mathématique du Canada. Il a été fondé en 1949 par H. S. M. Coxeter et G. de B. Robinson. Les éditeurs en chef actuels du journal, et ceci jusqu'en 2016, sont Henry Kim et Robert McCann.  Les numéros qui ont plus de cinq ans sont à accès libre en ligne. Le journal publie des articles dans tous les domaines des mathématiques. Il accepte des articles écrits en anglais ou en français. Les articles acceptés sont plutôt longs; les articles courts sont publiés dans la revue sœur Bulletin canadien des mathématiques.

## Référence
1. ↑  CJM/CMB editorial board, consulté le 14 juillet 2012.